# Jesse Ausubel
Jesse Huntley Ausubel (New York, 1951) è un ricercatore in scienze ambientali statunitense, nonché direttore di numerosi programmi di ricerca sulla biodiversità e sull'ecologia.
Direttore e Associato Senior del Programma di Ricerca per l'Ambiente Umano della Rockefeller University, è inoltre consulente scientifico ed ex-vicepresidente dei programmi della Fondazione Alfred P. Sloan con responsabilità di supporto alla ricerca di base nelle scienze e nella tecnologia

## Carriera
Ausubel si è laureato a Harvard e ha poi conseguito due dottorati alla Columbia University. La sua carriera è iniziata nel 1977 come membro interno presso l'ufficio del Presidente dell'Accademia Nazionale delle Scienze. In seguito, è divenuto funzionario del Consiglio Nazionale delle Ricerche sulle Scienze Atmosferiche e sul Clima e dal 1983 al 1988 è stato Direttore dei programmi di ricerca per l'Accademia Nazionale di Ingegneria (NAE). Dal 1989 al 1993 è stato direttore degli studi per la Commissione Carnegie sulla Scienza, la Tecnologia e il Governo, che aveva lo scopo di migliorare l'uso delle competenze scientifiche nel ramo esecutivo, legislativo e giudiziario del governo statunitense e di altre organizzazioni interne.

## Attività e progetti di ricerca
Ausubel ha svolto un ruolo chiave nella formulazione dei programmi di ricerca sul clima degli Stati Uniti  e a livello mondiale. Ha partecipato, tra l'altro, all'organizzazione della prima Conferenza Mondiale sul Clima delle Nazioni Unite, tenutasi a Ginevra nel 1979, che ha portato la questione del riscaldamento globale al centro dell'agenda scientifica e politica internazionale. In seguito, ha guidato la Task Force Climatica per le Risorse e il Programma Ambientale dell'Istituto Internazionale per l'Analisi dei Sistemi Applicati, vicino a Vienna, in Austria, un gruppo di esperti provenienti da due blocchi orientale e occidentali, creato dalle Accademie delle Scienze americana e sovietica. Ausubel è stato uno dei fondatori dell'ecologia industriale, a partire dal libro Technology and Environment (Tecnologia e ambiente, 1989, National Academy Press, JH Ausubel and HE Sladovich, eds.). Insieme ad Arnulf Gruebler, Cesare Marchetti e Nebojsa Nakicenovic ha sviluppato il concetto di decarbonizzazione, e quello di dematerializzazione con Robert Herman e Paul Waggoner.
Ausubel ha anche contribuito alla creazione e alla direzione dell'Enciclopedia della Vita, un sito web sulla biodiversità sul modello di Wikipedia, con lo scopo di catalogare tutte le specie note sul pianeta. Il progetto gode di contributi e risorse provenienti da tutto il mondo con lo scopo di diventare la risorsa più esauriente a livello mondiale a supporto della comunità scientifica, per una migliore comprensione della grande varietà di forme di vita con le quali condividiamo il pianeta. 
Sotto gli auspici della Fondazione Sloan, Ausubel ha partecipato allo sviluppo di un programma internazionale chiamato Censimento della Vita Marina, per la valutazione della diversità, della distribuzione e delle quantità di vita nel mare – un'impresa mai tentata su scala così ampia. Come risultato del suo profondo coinvolgimento nel progetto, Ausubel è stato tra I fondatori del movimento di genomica ambientale per lo sviluppo di brevi sequenze di DNA per l'identificazione delle specie, noto come Barcode of Life. Recentemente Ausubel ha partecipato alla costituzione di un Osservatorio del Carbonio Profondo. 
Con William Massy, Trevor Chan e Ben Sawyer nel 2000 ha sviluppato e lanciato il primo modello di simulazione interattiva dell'università statunitense.

## Riconoscimenti
Una nuova specie di aragosta delle acque profonde scoperta di recente nel corso del Censimento della Vita Marina al largo delle coste di Luzon, nelle Filippine, ha ricevuto in suo onore il nome scientifico di Dinochelus ausubeli e il nome comune di Aragosta artigliata di Ausubel. Per i suoi contributi alla ricerca ambientale, è stato insignito del dottorato honoris causa da parte dell'università canadese Dalhousie nel 2009 e dell'università scozzese di St. Andrews nel 2012. Nel 2011 è stato uno dei vincitori del Premio Cosmos per la sua partecipazione alla direzione del Censimento della Vita Marina. Nel 2012, l'Istituto Urban Coast della Monmouth University gli ha assegnato il National Ocean Champion Award.

## Opere
- La liberazione dell'ambiente, Di Renzo Editore, 2014
- Technological Trajectories and the Human Environment, National Academy of Engineering, 1997
- Technology and Environment, National Academy of Engineering, 1989
- Cities and Their Vital Systems: Infrastructure Past, Present, and Future, National Academy of Engineering, 1988
- Lasers: Invention to Application, National Academy of Engineering, 1987